# Hôtel Montreux-Palace

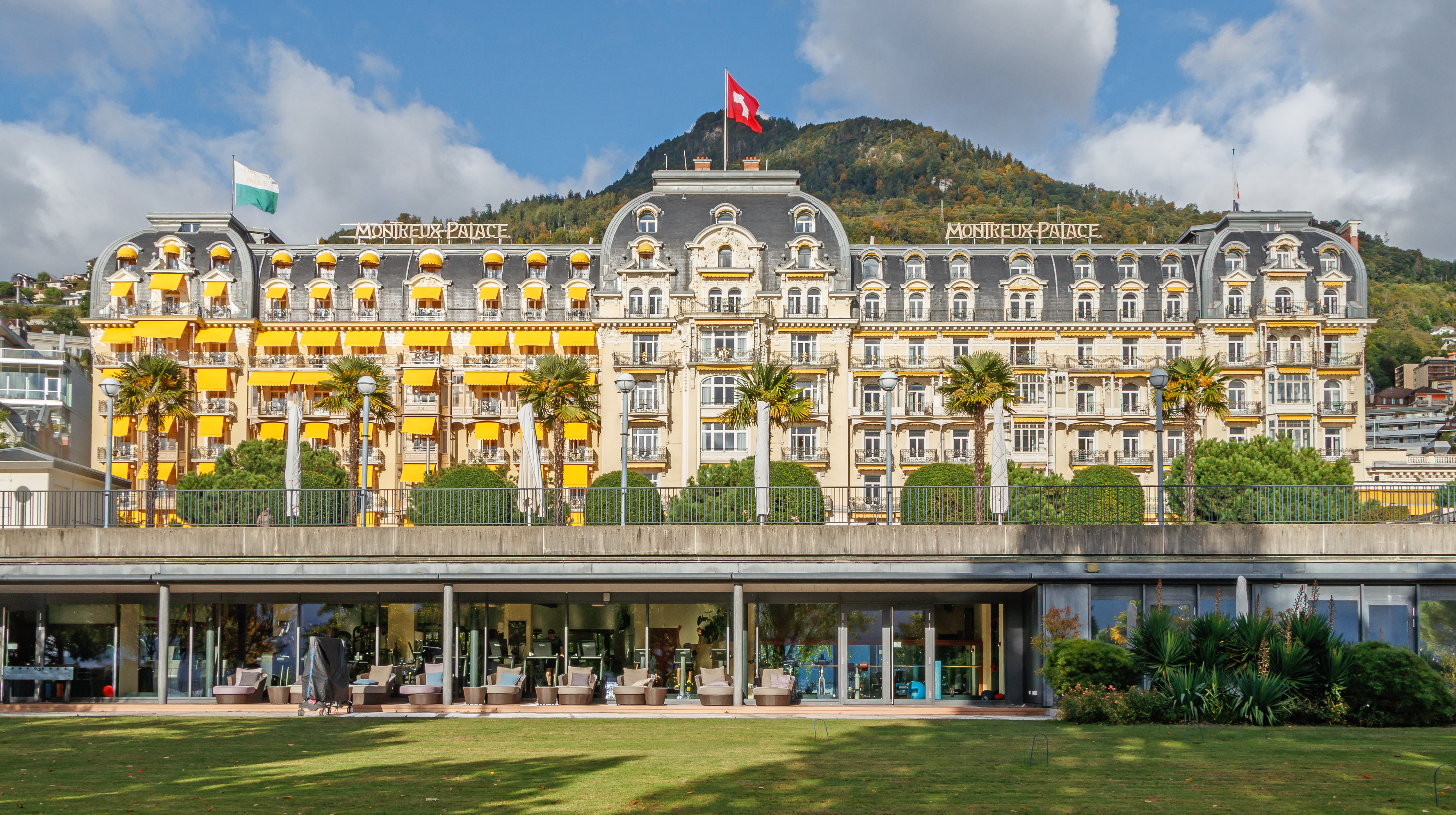
Seeseitige Fassade (2024)

Das Hôtel Montreux-Palace (Fairmont Le Montreux Palace) ist ein Hotel in Montreux, Schweiz. Es liegt an der «Avenue Claude-Nobs» oberhalb der Uferpromenade des Genfersees und steht als Kulturgut von nationaler Bedeutung unter Denkmalschutz.

## Architektur und Denkmalschutz
Philippe Franel entwarf 1864 den östlichen Teil des Bauwerks. Dieser wurde 1906 von Eugène Jost vergrössert und an den Hauptbau im Westen angepasst. Dieses von 1904 bis 1906 erbaute Hotel der «Belle Époque» wurde im Stil des Neobarock errichtet. Die reiche Dekoration, unter ihnen die des Festsaals, stammt von Drevard & Wavre (Glasmalerei) und den Künstlern Otto Haberer (Malerei) sowie Alfred Foretay (Skulpturen). Das Gesamtgebäude ist mit seinem Annexbau und Sportpavillon im Schweizerischen Inventar der Kulturgüter von nationaler Bedeutung (Kategorie A) eingetragen.

## Belege
1. ↑  Kantonsliste A- und B-Objekte Kanton VD. Schweizerisches Kulturgüterschutzinventar mit Objekten von nationaler (A-Objekte) und regionaler (B-Objekte) Bedeutung. In: Bundesamt für Bevölkerungsschutz BABS – Fachbereich Kulturgüterschutz, 1. Januar 2024, S. 18,  abgerufen am 27. Dezember 2022. (PDF; 390 kB, 18, Revision KGS-Inventar 2021 (Stand: 1. Januar 2023), Zusatzinformationen zum Objekt des KGS-Inventars auf geo.admin.ch).
2. ↑  KGS-Nr.: 6243

Koordinaten: 46° 26′ 18,2″ N, 6° 54′ 25,6″ O; CH1903: 559150 / 143145